# Eriocaulon lividum
Eriocaulon lividum är en gräsväxtart som beskrevs av Ferdinand von Mueller. Eriocaulon lividum ingår i släktet Eriocaulon och familjen Eriocaulaceae.
Artens utbredningsområde är Western Australia. Inga underarter finns listade i Catalogue of Life.